# Salzach-Kohlenbergbau-Gesellschaft

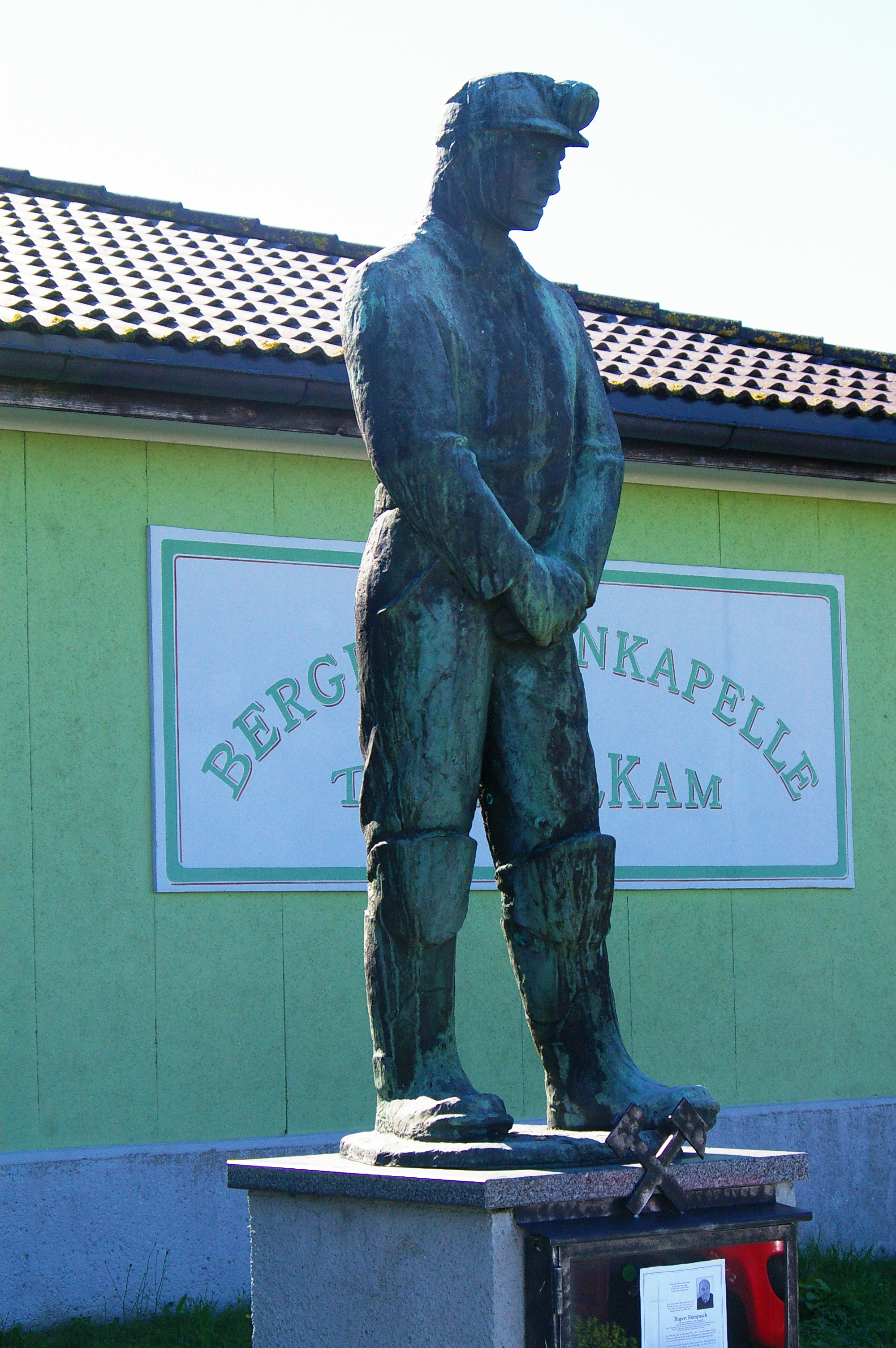
Bergknappendenkmal Trimmelkam

Die Salzach-Kohlenbergbau-Gesellschaft m.b.H (SAKOG) war eine Bergbaugesellschaft in Trimmelkam, Oberösterreich, die den Abbau von Braunkohle betrieb.
Die Gründung erfolgte am 18. November 1947 mit Beteiligung des Bundes, der Länder Oberösterreich und Salzburg sowie Stern & Hafferl. Der Sitz der Gesellschaft war in Trimmelkam, Gemeinde St. Pantaleon, wo sich auch das Hauptabbaugebiet und die Werksanlage befanden. Der Spatenstich für die Anlage erfolgte am 18. Mai 1948. Zur verkehrsmäßigen Anbindung des Bergbaus wurde die Lokalbahn Bürmoos–Trimmelkam errichtet, die in Folge von Stern & Hafferl betrieben wurde.
Viele der Bergleute wurden aus den Bergbaugebieten der Steiermark rekrutiert, aber auch aus Ungarn wurden Bergleute angeheuert. Besonders nach dem gescheiterten Aufstand 1956 kamen viele ungarische Bergleute zur Sakog. Mit der Kohlenförderung wurde 1952 begonnen; im Dezember 1993 wurde sie eingestellt. Der Höchststand an Arbeitskräften wurde Ende der 1960er Jahre mit 1200 Beschäftigten erreicht.
Ein großer Teil der geförderten Braunkohle wurde im benachbarten Dampfkraftwerk Riedersbach, welches von 1967 bis 1969 erbaut wurde, verfeuert.
Nach einer Flutung durch mehrere Unwetter, die dazu führte, dass das Bergwerk wochenlang nicht befahrbar war, wurde es 1993 trotz massiver Proteste der Bergleute und auch der Bevölkerung geschlossen.
Die Werksanlage und die Betriebsgebäude erwarb 1993/1994 die Gemeinde Sankt Pantaleon, die auf dem ehemaligen Betriebsgelände der Bergwerksgesellschaft einen Industriepark errichtete und die Schachtanlage schleifen ließ.
2001 mietete sich im ehemaligen Bergbaugelände ein Kulturverein ein, der es als Zentrum für künstlerische und kulturelle Aktivitäten nutzt.